# Речицы (Тверская область)
Речи́цы  — деревня в Конаковском районе Тверской области России. Входит  муниципальное образование городское поселение Конаково.
Находится в пригородной зоне города Конаково.

## География
Деревня находится в юго-восточной части Тверской области, в зоне хвойно-широколиственных лесов.

### Климат
Климат характеризуется как умеренно континентальный, с прохладным летом и относительно мягкой зимой. Среднегодовая температура воздуха — 3,5 °C. Абсолютный минимум температуры воздуха составляет −35 °C; абсолютный максимум — 35 °C. Годовое количество атмосферных осадков составляет 568 мм, из которых большая часть выпадает в тёплый период. Вегетационный период длится в среднем 140—150 дней.

## Население
| 2010 |
| ---- |
| 16   |

## Инфраструктура
Личное подсобное хозяйство с зоной сельскохозяйственного использования, индивидуальная застройка усадебного типа.
СНТ.

## Транспорт
Транспортное сообщение осуществляется с городом Конаково автобусом №10 (Автовокзал — Речицы — Мошковский залив).